# Гуринов, Георгий Николаевич
Гео́ргий Никола́евич Гу́ринов (27 августа 1939, Минск — 27 февраля 2012, Москва) — советский и российский военно-морской деятель, адмирал. командующий Тихоокеанским флотом (02.04.1993—05.1994).

## Образование
- 1956—1960 — Каспийское высшее военно-морское училище имени С. М. Кирова с отличием.
- 1973—1975 — Военно-морская академия.
- 1982—1984 — Военная академия Генерального штаба Вооружённых Сил имени К. Е. Ворошилова с отличием.

## Биография
Службу проходил заместителем начальника стартовой группы, заместителем командира боевой части в Ракетных войсках стратегического назначения (1960—1964), командиром зенитной батареи, командиром группы управления, командиром БЧ-2, старшим помощником командира (1964—1971), командиром (1971—1973) эскадренного миноносца, начальником штаба 128-й бригады ракетных кораблей (24.06.1975—24.08.1977), командиром 76-й бригады эскадренных миноносцев (24.08.1977—15.10.1979), начальником штаба 12-й дивизии ракетных кораблей (15.10.1979—1982) Балтийского флота, начальником штаба (1984—05.1986), командующим (05.1986—1989) Камчатской флотилией разнородных сил Тихоокеанского флота, начальником штаба Черноморского флота (1989—08.1992), заместителем Главнокомандующего ВМФ (08.1992—04.1993), командующим Тихоокеанским флотом (02.04.1993—05.1994), в распоряжении Главнокомандующего ВМФ (05.1994—03.1995).
С марта 1995 по 1998 год — адмирал-инспектор Главной военной инспекции Министерства обороны РФ; служил в Главном штабе Военно-Морского Флота Российской Федерации.
С 1999 года Георгий Николаевич Гуринов в отставке. Умер 27 февраля 2012 года в Москве.
Присвоение воинских званий:
- контр-адмирал (1985),
- вице-адмирал (1988),
- адмирал (20.04.1993)[2].

## Награды
Награждён орденами Красной Звезды, «За службу Родине в Вооружённых Силах СССР», Мужества, «За военные заслуги», медалями.

## Семья
- Сын, контр-адмирал ВМФ России Гуринов Олег Георгиевич, с 2017 по 2021 командир Крымской ВМБ[1].